# ラジオ黄金時代
『ラジオ黄金時代』（ラジオおうごんじだい）は、1999年4月 - 2003年3月に放送していたJFN系の深夜番組。のちに関係のある「やまだひさしのラジアンリミテッド」と同じ時期にスタートした。

## 番組構成
同年3月まで放送していた『KADOKAWA電波マガジン』や『DEEPER STREET』などの後番組でスタートした。番組参加方法は掲示板やメールやファックスを使用していて、同番組終了後もこの深夜帯は掲示板やメールを使った参加方法を使っている。同時期に制作された『IR3シリーズ』においてはファックスが解禁されたのは最終回直前の数回のみであり、原則掲示板かメールのみとしていた。
木曜の第1部は引き続き角川書店提供の番組だったため、全国ネット放送だった。その後、木曜スポンサーから降りて28:50（正式には28:52）から『カドカワ・サウンドシネマ』を開始した。ただし、『ラジオ黄金時代』とは別ものであり、制作はFM大阪となっている。
木曜日以外はAIR-G、FM大阪、FM福岡ではネットされなかった。なお、関西圏で放送されたネット局はe-radio（滋賀県）のみだったこともあり、特に阪神地域でこの番組の聴取はFM徳島などからの遠隔受信が出来ない限り不可能であった（Kiss FM KOBEがJFNに加入して関西圏にFMの全国ネット番組が放送されるのは、この番組終了翌月の2003年4月からである。）。

## 放送していた番組

### ラジオ黄金時代開始前から放送していた番組
- ☆CHAGEのTreasure Box（1998年4月〜）
- ☆deeps（1998年4月〜）
- ☆ふかわりょう（1998年10月〜）
- 氷上・丹下のトラブルチョコレート（1997年10月「KADOKAWA電波マガジン」から〜2000年3月）
- しんドル ※「ラジオ黄金時代木曜日」とのナレーションのあったころは、「しんドル・パーラー」というタイトル。 （〜2005年3月）

（☆　-は前番組「DEEPER STREET」からの続投）

### 第一部（25:00 - 27:00）

#### 月曜日
- 25:00-26:00　ビートたけしのラジオ黄金時代 街でいちばんの男〜ビートニクラジオ（〜2000年9月）
- 25:00-26:00　清春のスペシャルローリングサンダー（2000年10月〜2001年3月）
- 25:00-25:30　広末涼子のRHラヴアンリミテッド（2001年4月〜2001年9月）
- 26:00-27:00　CHAGEのTreasure Box（〜2000年12月）
- 26:00-27:00　The Indigo　feelin' groovy The Indigo（2001年1月〜2001年3月）
- 25:30-27:00　YOU THE ROCK★のTHE PROFESSIONAL ENTERTAINER（2001年4月〜2002年9月）（※2001年10月からは25:00スタート）

#### 火曜日
- 25:00-27:00　Gacktのラジオ黄金時代（〜1999年9月）
- 26:00-27:00　ZEEBRAのラジオ黄金時代 Beats to the Lime(1999年10月〜2002年9月)（※2000年10月からは25:00スタート）
- 25:00-26:00　19（1999年10月〜2000年3月）
- 25:00-26:00　SADS（2000年4月〜2000年9月）

#### 水曜日
- 25:00-26:00　国分太一のラジオ黄金時代 Radio box（〜2001年3月）（その後55分枠番組として「国分太一 Radio Box」の放送が開始）
- 25:00-26:00　井手大介のRock Squad（2001年4月〜2001年9月）
- 25:00-26:00　RIP SLYMEのストレイト・アウト・トーキョー（2001年10月〜2002年9月）
- 26:00-26:50　椎名へきるの恋愛パルス（〜2000年3月）（※椎名の番組自体は「KADOKAWA電波マガジン」「DEEPER STREET」から続行。のちに「椎名へきる PRECIOUS GARDEN」へ）
- 26:50-27:00　氷上・丹下のトラチョコチャット（〜2000年3月）
- 26:00-26:30　内山理名のOpen Your Eyes（2000年4月〜2001年3月）（※「しんドル」の内包番組から続行）
- 26:30-27:00　氷上恭子のトラチョコチャット2（2000年4月〜2001年3月）
- 26:00-27:00　ガレッジセールのDANCE!＆DANCE!&DANCE!（2001年4月〜2002年9月）

#### 木曜日
- 25:00-27:00　石川よしひろのKADOKAWA RADIO BOOMER（〜2001年6月）
- 25:00-27:00　ディープ・セレクション（2001年7月〜2001年9月）
- 25:00-25:30　JFNミュージック・アウォード（2001年10月〜2003年3月）（※地域によっては別番組）
- 25:30-26:30　「放送室」（2001年10月〜）
- 26:30-27:00　野村美由希[1]（2001年10月〜2003年3月）

### 第二部（27:00 - 29:00）

#### 月曜日
- deeps（〜1999年9月）
- 福原尚虎のラジオ黄金時代MIDNIGHT BEAT（1999年10月〜2001年3月）

（以下MIDNIGHT BEATの内包番組）
- SADS（1999年10月〜2000年3月）
- shameのMagical Pocket（1999年10月〜2000年9月）
- Raphael（1999年10月〜2000年12月）
- ポルノグラフィティ（1999年10月〜2000年3月）
- SEX MACHINEGUNSのWelcome to the Junglegym（2000年4月〜2000年9月）
- Dutch Trainingの「のんちゃんデンワ!」（2000年4月〜2000年9月）
- 八本足のはみだしマンデー（2000年10月〜2001年3月）
- cool drive makersの全国虹色計画（2001年1月〜2001年3月）

#### 火曜日
- Autumn stone（〜1999年9月）
- 佐野文俊のラジオ黄金時代MIDNIGHT GROOVE（1999年10月〜2001年3月）

（以下MIDNIGHT GROOVEの内包番組）
- YOU THE ROCK★のTHE PROFESSIONAL ENTERTAINER（※2001年4月からは月曜日1部へ）
- m-flo（1999年10月〜2000年3月）
- 嶋野百恵（1999年10月〜2000年3月）
- SHOWLEE（1999年10月〜2000年3月）
- cannaのバックレナイト（2000年4月〜2001年3月）
- 川村結花（2000年4月〜2000年9月）
- HIKARI (ミュージシャン)（2000年4月〜2000年9月）
- うたいびとはねの羽根家族（2000年10月〜2001年3月）

#### 水曜日
- ふかわりょうのラジオ黄金時代 ハートに火をつけて（〜1999年9月）
- 原口あきまさのラジオ黄金時代MIDNIGHT JUNGLE（1999年10月〜2001年3月）

（以下MIDNIGHT JUNGLEの内包番組）
- センチメンタル・バス真夜中のTeaTime（1999年10月〜2000年12月）
- Terra（1999年10月〜2000年3月）
- ノーザンブライト（1999年10月〜2000年3月）
- Do As Infinity（1999年10月〜2000年9月）
- Bluem of Youthのどっきん大作戦（2000年4月〜2001年3月）
- 螢の星くず（2000年4月〜2001年3月）
- K・ramblin'×2（2001年1月〜2001年3月）

#### 月〜水曜日
- つるの剛士（2001年4月〜。※詳細は「BPR5000」の項を参照）

#### 木曜日
- WINO（〜1999年9月）
- オフサイド大西（2001年1月からは下川みくに）のラジオ黄金時代しんドル・パーラー（1999年10月〜2005年3月）（※内包番組など詳細は「しんドル」の項を参照）

## 関連番組
- G1グルーパー（前々身番組）
- avex HEADLINE
- DEEPER STREET（前身番組）

## 7時間選曲バトル
2002年4月のTOKYO FMのレーティング週間に放送した企画。当時ラジオ黄金時代をやっていた水曜3番組（BPR5000、ガレッジセールのDANCE!&DANCE!&DANCE!、RIP SLYMEのストレイトアウトトーキョー）とラジアンリミテッドの4番組が7時間の選曲バトルを行った。放送時間は22:00〜29:00。ただし、7時間のうち24時台（JET STREAM）は外された。さらに一部の局はラジオ黄金時代をネットしていないため、26時台からのネット入りや27時台でネット落ちの局もあった。結果はつるの・RIP SLYMEチームが勝利して、負けたチームは勝ったチームのADをやった。